# Port lotniczy Szolnok
Port lotniczy Szolnok (ICAO: LHSN) – port lotniczy i wojskowa baza lotnicza położony w Szolnoku na Węgrzech.